# جمال كراوفورد
جمال كراوفورد (بالإنجليزية: Jamal Crawford)‏ مواليد 20 مارس 1980، هو لاعب كرة سلة أمريكي يلعب مع فريق لوس أنجلوس كليبرز في الرابطة الوطنية لكرة السلة ويحمل الرقم 11. يبلغ طوله 6 قدم 5 بوصة (2.0 م).

## فرق لعب لها
- شيكاغو بولز
- نيويورك نيكس
- غولدن ستايت ووريورز
- أتلانتا هوكس
- بورتلاند ترايل بلايزرز
- لوس أنجلوس كليبرز

## روابط خارجية
- جمال كراوفورد على موقع إن بي أي (الإنجليزية)
- جمال كراوفورد على موقع سبورتس رفرنس (الإنجليزية)
- جمال كراوفورد على موقع كرة السلة الأوروبية.كوم (الإنجليزية)
- جمال كراوفورد على موقع إي إس بي إن.كوم (الإنجليزية)
- جمال كراوفورد على موقع كلية كرة السلة في سبورتس رفرنس.كوم (الإنجليزية)
- جمال كراوفورد على موقع ريلجم (الإنجليزية)
- جمال كراوفورد على موقع بروبوليرز (الإنجليزية)